# 藤原嬉子
藤原 嬉子（ふじわら の きし/よしこ、寛弘4年1月5日（1007年1月26日） - 万寿2年8月5日（1025年8月30日））は、摂政藤原道長の六女。母は源倫子。尚侍。第69代後朱雀天皇の皇太子時代の妃、第70代後冷泉天皇生母。贈皇太后。同母の兄弟に頼通・教通、上東門院彰子・妍子・威子。

## 生涯
寛仁2年（1018年）、尚侍に任官。同3年（1019年）着裳、従三位に叙される。同5年（1021年）、兄頼通の養子として皇太弟敦良親王（後朱雀天皇）に入内。万寿2年（1025年）8月3日、皇子（親仁親王、後冷泉天皇）を出産するが、赤斑瘡（あかもがさ、現在の麻疹にあたる）でわずか2日後に薨去。享年19。同29日正一位を追贈。寛徳2年（1045年）、後冷泉天皇即位に伴い皇太后を追贈される。
道長・倫子夫妻の末娘で、三后を占めた姉たちと共に東宮妃として、またいずれは国母として輝かしい将来を約束されていたはずの嬉子だったが、夫東宮の即位を待たず姉妹の中で最も早くに亡くなった。入内した道長一族の娘たちの中で、嬉子の産んだ後冷泉天皇が結果的に最後の皇子となり、その後冷泉天皇にもついに世継ぎができなかったため、彼女の死が摂関家の斜陽の始まりであったといえる。
嬉子の死去を聞いて父・道長は動揺し、陰陽師・中原恒盛らを呼んで、中国の故事にある「屋敷の東の屋根に上り、衣を振って三回名前を呼ぶ」（『礼経』檀弓編三）に従って「魂呼（たまよばい）」という蘇生の儀式をさせている事が『小右記』『権記』に記録されている。後に恒盛はかの魂呼の儀式が陰陽師の職務行為に反しているとして注意を受けている（『小右記』）。